# Piri-piri
Piri-piri – odmiana uprawowa papryki rocznej (Capsicum annuum). Angielska nazwa odmiany to African Birds Eye Chili. Używane są nazwy piri-piri, pili-pili, peri-peri lub peli-peli. Różnice w pisowni wywodzą się z różnic językowych (piri-piri pochodzi z języka portugalskiego). Jest uprawiana w Ghanie, Malawi, Mozambiku, Nigerii, Zimbabwe, Republice Południowej Afryki, Ugandzie. Jest zaliczana do tzw. papryk chili.

## Morfologia
Rośliny tej odmiany są zazwyczaj silnie rozkrzewione i osiągają do 45-120 centymetrów wysokości. Liście mają 4–7 cm długości i 1,3–1,5 cm szerokości. Owoce mierzą do 2,5 centymetrów, niedojrzałe są zielone, dojrzałe – czerwone lub fioletowe. Niektóre formy piri-piri posiadają wysoką ostrość w skali Scoville'a (175 000 jednostek). 

## Zastosowanie
- Kulinaria: w kuchni afrykańskiej piri-piri jest często używane do przygotowywania sosów, past i olejków przyprawowych oraz marynat do mięs, drobiu i różnorodnych ryb. Piri-piri jest szeroko stosowane w wielu daniach kuchni portugalskiej[4].
- Sos piri: Jest to ostry zachodnioafrykański sos, przyrządzany z suszonych i namoczonych papryk piri-piri. Jest ważną przyprawą do zachodnioafrykańskich zup i gulaszy. Chociaż pochodzenie tego sosu jest prawdopodobnie portugalskie, teraz uważany jest za klasyczną przyprawę zachodnioafrykańską i esencjonalny dodatek do posiłków w wielu gospodarstwach domowych. W Portugalii określenie „sos piri” stosowane jest do wielu pikantnych sosów, zawierających piri-piri[4].